# Víctor Aravena
Víctor Aravena Pincheira (Coronel, 5 de febrero de 1990) es un atleta chileno, especializado en carrera de larga distancia.

## Competencias internacionales
| Año  | Competición | Lugar                            | Posición | Prueba   | Tiempo   |
| ---- | --- | -------------------------------- | -------- | -------- | -------- |
| 2005 | Campeonato Sudamericano de Campo a Través (Sub-18)                                                             | Montevideo, Uruguay              | 4°       | 4 km     | 13:18    |
| 2005 | Campeonato Sudamericano Juvenil de Atletismo                                                                   | Rosario, Argentina               | 3°       | 5000 m   | 15:08.21 |
| 2006 | Campeonato Sudamericano de Campo a Través (Sub-18)                                                             | Mar del Plata, Argentina         | 1°       | 4 km     | 12:01    |
| 2006 | Campeonato Sudamericano de Atletismo de Menores                                                                | Caracas, Venezuela               | 2°       | 3000 m   | 8:43.81  |
| 2007 | Campeonato Sudamericano de Campo a Través (Sub-18)                                                             | Río de Janeiro, Brasil           | 1°       | 4 km     | 12:43    |
| 2007 | Campeonato Mundial Juvenil de Atletismo                                                                        | Ostrava, República Checa         | 10°      | 3000 m   | 8:31.54  |
| 2008 | Campeonato Mundial de Campo a Través                                                                           | Edinburgo, Reino Unido           | 97°      | 7.905 km | 26:15    |
| 2008 | Campeonato Mundial Júnior de Atletismo                                                                         | Bydgoszcz, Polonia               | –        | 10000 m  | DNF      |
| 2009 | Campeonato Sudamericano de Campo a Través (Sub-20)                                                             | Coronel, Chile                   | 1°       | 8 km     | 25:09    |
| 2009 | Campeonato Sudamericano Juvenil de Atletismo                                                                   | São Paulo, Brasil                | 3°       | 5000 m   | 14:45.97 |
| 2009 | Campeonato Panamericano Juvenil de Atletismo                                                                   | Puerto España, Trinidad y Tobago | 4°       | 5000 m   | 14:17.89 |
| 2009 | Campeonato Panamericano Juvenil de Atletismo                                                                   | Puerto España, Trinidad y Tobago | 1°       | 10000 m  | 31:01.70 |
| 2010 | Campeonato Sudamericano de Atletismo Sub-23                                                                    | Medellín, Colombia               | 3°       | 5000 m   | 14:45.85 |
| 2010 | Campeonato Iberoamericano de Atletismo                                                                         | San Fernando, España             | 8°       | 5000 m   | 14:18.80 |
| 2011 | Campeonato Sudamericano de Campo a Través                                                                      | Asunción, Paraguay               | 10°      | 12 km    | 38:35.7  |
| 2011 | Campeonato Sudamericano de Atletismo                                                                           | Buenos Aires, Argentina          | 2°       | 5000 m   | 13:59.81 |
| 2011 | Universiadas                                                                                                   | Shenzhen, China                  | 10°      | 5000 m   | 14:16.50 |
| 2012 | Campeonato Iberoamericano de Atletismo                                                                         | Barquisimeto, Venezuela          | 1°       | 3000 m   | 8:04.45  |
| 2012 | Campeonato Sudamericano de Atletismo Sub-23                                                                    | São Paulo, Brasil                | 1°       | 5000 m   | 14:16.25 |
| 2012 | Campeonato Sudamericano de Atletismo Sub-23                                                                    | São Paulo, Brasil                | 1°       | 10000 m  | 30:31.93 |
| 2013 | Campeonato Sudamericano de Atletismo                                                                           | Cartagena, Colombia              | 2°       | 5000 m   | 14:17.97 |
| 2014 | Juegos Suramericanos                                                                                           | Santiago, Chile                  | 1°       | 5000 m   | 14:06.02 |
| 2014 | Juegos Suramericanos                                                                                           | Santiago, Chile                  | 5°       | 10000 m  | 30:15.57 |
| 2015 | Campeonato Sudamericano de Atletismo                                                                           | Lima, Perú                       | 1°       | 5000 m   | 14:06.14 |
| 2015 | Juegos Panamericanos                                                                                           | Toronto, Canadá                  | 3°       | 5000 m   | 13:46.94 |
| 2017 | Campeonato Sudamericano de Atletismo                                                                           | Asunción, Paraguay               | 1°       | 5000 m   | 13:57.45 |
| 2018 | Primer Torneo regional otoño 2018, 14-04-2018 efectuado por Asociación Deportiva Regional Atlética del Bio-Bio | Concepción, Chile                | 1°       | 5000 m   | 13:50.96 |
| 2018 | XI Juegos Suramericanos Cochabamba 2018, 05-06-2018                                                            | Cochabamba, Bolivia              | 6°       | 5000 m   | 15:26.28 |

## Mejores marcas personales
- Actualizado el 16 de julio de 2017.[4]

| Prueba        | Marca    | Lugar      | Fecha      |
| ------------- | -------- | ---------- | ---------- |
| 800 metros    | 1:54.62  | Santiago   | 02/03/2010 |
| 1500 metros   | 3:49.3h  | Concepción | 12/05/2017 |
| 3000 metros   | 7:59.91  | Concepción | 12/05/2012 |
| 5000 metros   | 13:46.94 | Toronto    | 25/07/2015 |
| 10000 metros  | 28:49.89 | Concepción | 25/05/2013 |
| 10 km en ruta | 29:35    | Laredo     | 21/03/2015 |
| Media maratón | 1:05:01  | Temuco     | 27/02/2011 |
| Maratón       | 2:16:20  | Temuco     | 20/03/2016 |